# ディサ属
ディサ属（ディサぞく、学名: Disa）は、ラン科植物の1属である。萼片3枚が大きく発達した花を付ける。花の美しいものが多い。

## 概説
この属はアフリカの南半分に分布する地生ランで、花は萼片3枚が発達して、おおむね三角を成す。花弁はいずれも小さく、また萼片に距がある点も珍しい。花の美しいものが多く、特に欧米で改良が盛んに行われた。
属の学名の由来は不明であるが、一説にはラテン語に由来するとし、disが「止める」の意味で、花が美しいことから、と言うものである。またケープ地方での呼び名に由来するとの説もある。またdisが「豊富な」の意味であり、その美しい花に由来するとの説もある。

## 特徴

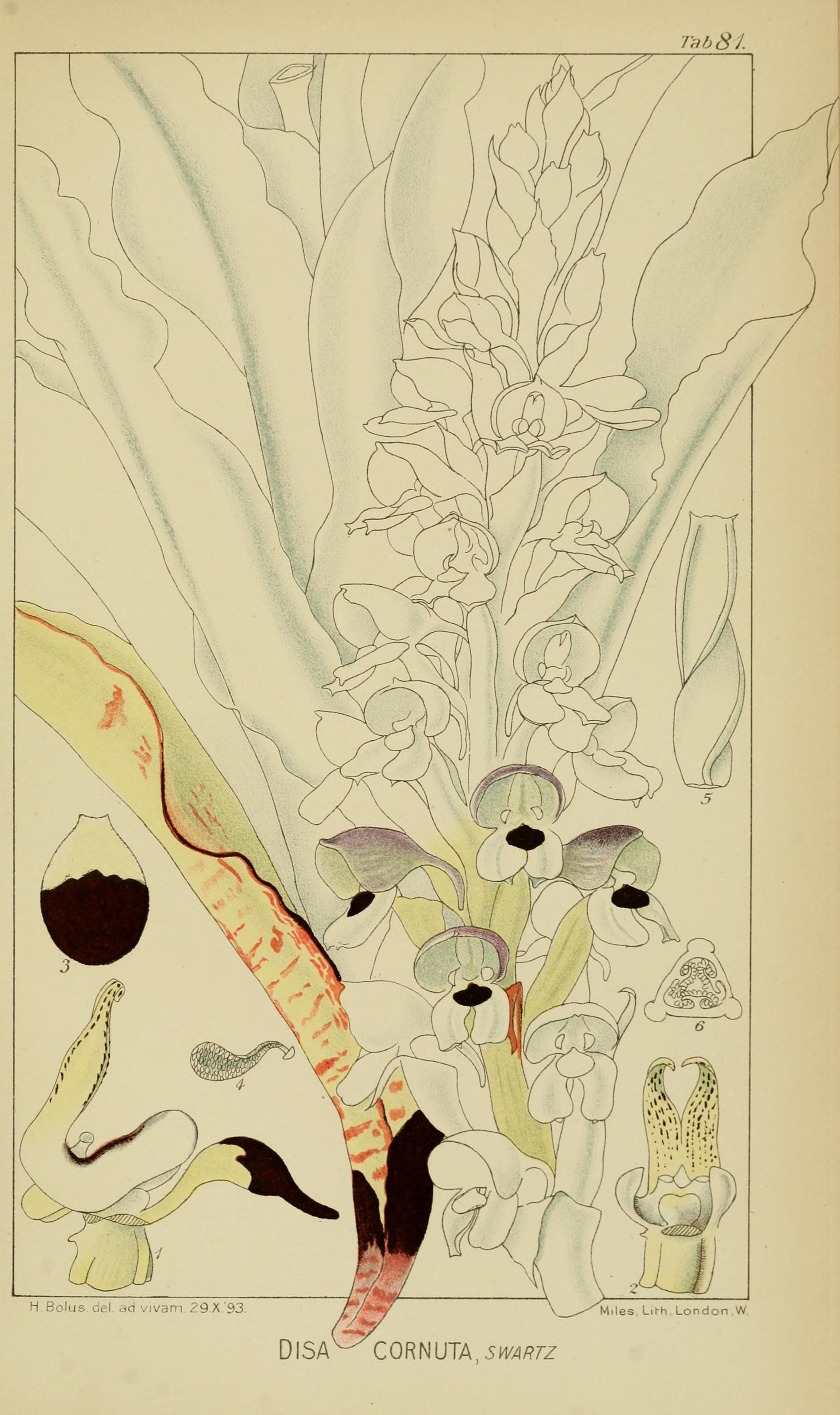
Disa cornuta・図版

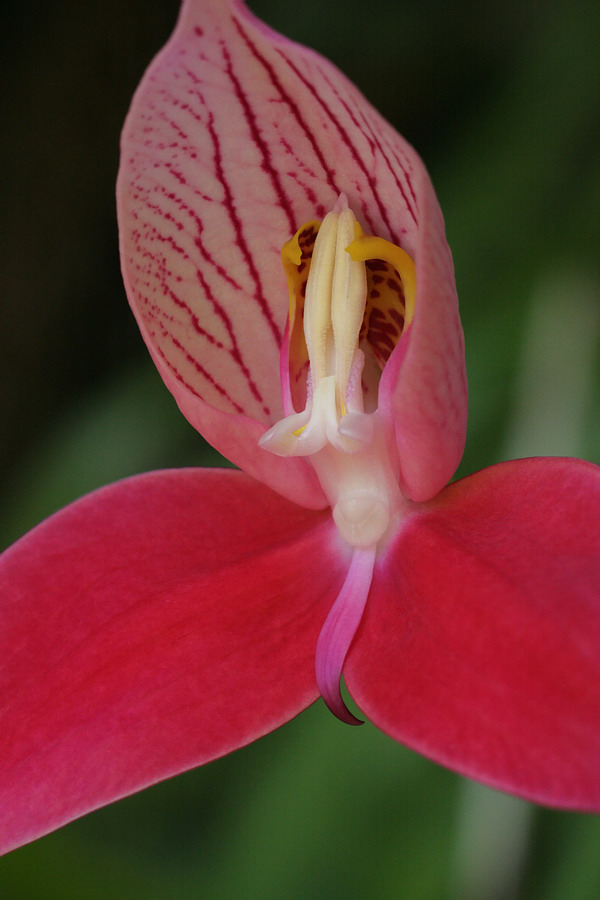
ユニフロラの花の中心部

地面に根を下ろす地上性のランである。地下に塊根を持つ草性の植物で、茎は単一で直立する。塊根は細長い形をしている。茎の基部から先端に向かって少数から多数の葉をつける。葉は線形から広卵形で、葉質はやや肉厚で柔らかい。花は先端に少数、または多数を総状花序につける。花の大きさは様々で、花色も多様。花被のうちで萼片がよく発達する。背萼片は頭巾状に発達し、その背面には距か先の丸い突起を持つ。側花弁と蕊柱はその基部に収まる。側萼片は左右に張り出す。側花弁は小さく、唇弁はもっと小さい。
唇弁に距がなく、背萼片にあるのはラン科としても特異なものである。蕊柱の構造は複雑で、おしべは蕊柱の先端から伸び出してほぼ180°折れ曲がって下を向いている。

## 種と分布
2007年の段階では170種が知られ、その大部分はサハラ砂漠以南のアフリカ大陸に産する。それ以外ではマダガスカル島に4種、レユニオンに1種、それにアラビア半島に1種が知られている。もっとも集中しているのは植物区系で言うところのケープ区に当たる地域であり、ここには92種が知られ、その内の78種はこの地域の固有種である。

## 分類
もっとも近縁なものは Schizodium である。この属は本属と同地域に6種のみを有する小さな群であるが、本属と併せて Disinae ディサ亜連を構成するというのが現在の扱いである。分類的な扱いは経緯が複雑で、何度も複数の属が立てられ、それらはあらためて本属にまとめられた。上記の Schizodium も本属の同物異名に扱われたことがある。属内を亜属や節に分ける扱いも何通りか提案されているがまだ確定的なものはない。形態的な特徴で区分された節は分子系統のデータからは系統を反映したものではない恐れがある。
本属に近縁なものとして日本ではジョウロウラン Disperis siamensis が沖縄の八重山諸島から知られている。この種が属するジョウロウラン属もアフリカに分布の中心があり、アジアにはインドからニューギニアの熱帯域に数種があるのみである。

## 利用
洋ランとして栽培される。特にディサ・ユニフロラ D. uniflora は「世界でもっとも美しい花」の一つと言われ、ヨーロッパやアメリカではよく栽培されてきた。
南アフリカには本属だけの愛好家協会があり、また本属を専門に取り扱う業者も存在し、いわばディサ属の文化がある。ただし、日本での栽培は非常に難しい。
交配品も作出されている。古くは1891年にヴィーチ (J. Veich & Sons) が最初のものを登録し、1920年頃までに登録品種は10種を超えた。その後しばらくはなかったものの1981年に世界蘭会議が南アフリカで開催されたのを契機に新品種が次々に登録されるようになった。